# LR-105
LR-105 byl raketový motor na kapalné pohonné látky, vyvinutý v 50. letech 20. století. Sloužil k pohonu mezikontinentálních balistických raket SM-65 Atlas a nosných raket Atlas , kde byl umístěn spolu se dvojicí motorů LR-89, které bývaly odhozeny několik minut po startů. Byl vyráběn společností Rocketdyne za spolupráce s General Dynamics Jako palivo sloužil letecký petrolej RP-1 a kapalný kyslík. Konstrukčně byl velmi podobný s motorem LR-89, tudíž pracoval na principu otevřeného cyklu a byl chlazen regenerativním systémem cirkulace paliva skrz kanálky ve stěnách. Celkem se uskutečnilo přibližně 570 startů a poslední Atlas II s motorem LR-105 odstartoval v roce 2004.

## Varianty
- LR105-3 - Raná verze, tah 375 kN
- LR105-5 - Nejpoužívanější verze, celkem 289 startů, tah 386 kN, používán na raketách Atlas E/F.
- XLR105-5 - Celkem 172 startů, tah 363 kN, používán na raketách Atlas D, palivová turbočerpadla byla sdílená s pomocnými motory LR-89.
- LR105-7 - Vylepšená verze XLR105-5, používán pouze pro vesmírné lety, celkem 50 startů, tah 386 kN.
- S-4 - Pouze koncept, zvažován pro vylepšenou verzi rakety Redstone.
- RS-56 OSA - Poslední a nejmodernější verze. Používán na raketách Atlas II, celkem 63 startů.